# Ган (аэропорт)
Международный аэропорт Ган (ИАТА: GAN, ИКАО: VRMG) — небольшой аэропорт в южной части Мальдивских островов. Расположен на острове Ган (атолл Адду, Мальдивы).

## История
Аэропорт был переоборудован из военного полигона. На момент своего открытия, стал вторым международным аэропортом на Мальдивах. Преобразование аэропорта Ган в международный гражданский аэропорт с расположенным рядом с ним отелем Shangri-La разгрузило аэропорт на острове Хулуле и сделало южные острова более доступными.
До введения в эксплуатацию аэропорта, многие потенциальные островные направления были слишком далёкими, чтобы до них за разумное время можно было добраться из единственного на тот момент международного аэропорта Хулуле, а большинство курортов располагались в паре часов от Мале.

## Описание
Длина взлетно-посадочной полосы составляет 2600 метров.
По состоянию на 2014 год, примерно 80 % всех отдыхающих прибывали через туроператоров по пакетному туру, включающему чартерный рейс; между аэропортами Ган и Хулуле выполнялись трансферы.
В 2016 году пассажиропоток составлял 152 740 человек в год.